# Koudaälven

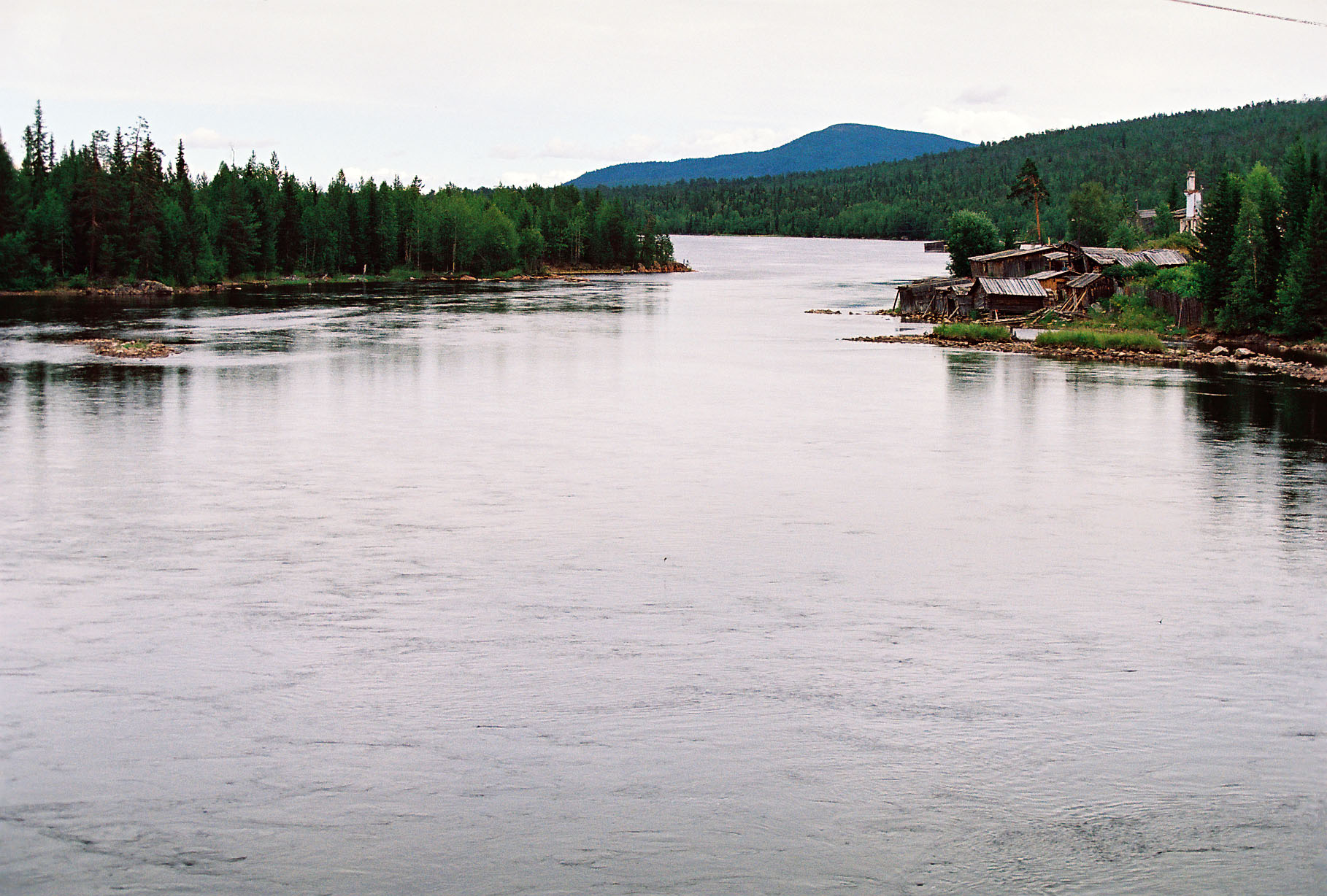

Koudaälven (finska Koutajoki) är en älv i Ryssland som rinner ut i Kandalaksviken i Vita havet.
Den bildar tillsammans med sina källfloder ett av Östkarelens största vattensystem och hade tidigare betydelse som flottnings- och båtled. Koudaälven är 325 kilometer lång. Källfloden Tuntsajoki rinner upp i närheten av finska gränsen, Den utfaller i centralsjön Koutajärvi. Denna sjö upptar genom sjön Pääjärvi ytterligare två grenar: Oulankajoki, som rinner upp i Finland och Ryska Karelen och där genomflyter den djupa sjön Paanajärvi, och Tuoppajoki.